# Kantoni nyelv
A kantonéz vagy magyarosan kantoni (pontosabban kuangtungi) nyelvnek szélesebb értelemben a kínai yue (jüe) 粵 nyelvet, szűkebb értelemben pedig a Kantonban (Kuangtung), Hongkongban, Makaón és az ezek környékén beszélt nyelvet nevezzük, ami azonban csak alnyelvjárása a yue nyelvnek vagy nyelvjárásnak. A Kuangtung (Guangdong, vagy magyarosan „Kanton”) városban beszélt nyelvet, mint a yue nyelv legreprezentánsabb nyelvjárását „sztenderd kantoni nyelvnek” is nevezik. Státuszát illetően máig viták zajlanak. Nyelvészetileg mindenképpen indokolt lenne külön kínai nyelvnek tekinteni, ám a Kínai Népköztársaság nyelvpolitikai álláspontja szerint csupán a kínai nyelv yue nyelvjárásának egyik változata. Noha a Kínai Népköztársaságban csak kb. 55 millió ember anyanyelve, ami a teljes népességnek mindössze 5,5%-a, kulturálisan mindenképpen a legbefolyásosabb déli dialektuscsoport. Ezt a nyelvet beszélik Kanton (Guangzhou) környékén, Hongkongban és Makaón, lingua francaként Kuangtung tartományban, Kuanghszi-Csuang Autonóm Terület tartomány keleti felében, valamint néhány szomszédos térségben is. Hongkongban és Makaón de facto hivatalos nyelvnek számít, melyen a közigazgatás és az oktatás is zajlik. Jellemzően a kantoni kínai nyelvet beszélik a tengerentúli kínai migráns közösségek Kanadában, Peruban, Panamában, az Egyesült Államokban, Ausztráliában, valamint egész Európában és Délkelet-Ázsiában (további mintegy 20 millió ember).
Jóllehet a kantoni nyelv is – mint valamennyi kínai nyelv vagy nyelvjárás – monoszillabikus és izoláló, vagyis egy szótagú, elszigetelő, mégis jelentősen eltér az észak-kínai nyelvjáráson alapuló köznyelvtől: a csupán az egyiket beszélő kínaiak nem értik meg egymást. Alapvetően hat tónusa vagy zenei hangsúlya van, de mivel a közép-kínai nyelvből megőrizte a zárhanggal végződő magánhangzók megkülönböztetését, ezek esetében további három tónust használ. További jellegzetessége, hogy ez az egy kínai nyelvjárás rendelkezik saját írással, a köznyelv írásjegyeitől eltérő, abban ismeretlen karakterekkel. Megemlítendő még a nagy mennyiségben használt jövevényszavak jelenléte a szókincsében. A kantoni nyelv jelentős kulturális szerepet játszik a kínai operában, a filmiparban és a könnyűzenében.

## Elnevezés
A magyarul használatos kantoni nyelv elnevezés az angol Cantonese elnevezés nyomán terjedt el nyelvünkben, ám megjegyzendő, hogy ez valójában nem pontos megnevezése a kínai nyelv egyik déli dialektusaként is definiált yue nyelvnek. Kanton az egykori Kuangtung, illetve a mai Kanton város angol elnevezése, s később a város környezetében, Guangzhou tartományban beszélt nyelvjárás egészére kiterjesztették a kantoni nyelv elnevezést. Pontosabban definiálható lenne, ha kantoni vagy guangzhoui nyelvjárásról, vagy kínai mintára yue nyelvjárásról beszélnénk. Ennek ellenére jelen cikkben az általános nemzetközi gyakorlathoz igazodva a kantoni nyelv kifejezést használjuk.
Kínában úgy is szokás hivatkozni rá, mint „Guangzhou prefektúra nyelve” (广州话 / 廣州話 vagy 广府话 / 廣府話). Kuangtung tartományban a kantoni nyelvet anyanyelvükként beszélők a „tartomány fővárosának nyelveként” (省城话 / 省城話) emlegetik. Hongkongban és Makaón általában „guangdongi nyelvként” (广东话 / 廣東話) hivatkoznak rá. Guangzhou tartományon kívül pedig baak waa, vagyis „világos/tiszta beszéd” (白话 / 白話) az elnevezése.
A szakmunkákban a kínai nyelvjárások közül is kiemelve jelentőségét gyakran találkozni a „sztenderd kantoni” (标准粤语 / 标准 粤语) kifejezéssel is.

## Története
A kantoni nyelv bizonyos tulajdonságaiban máig megőrizte a kínai nyelv archaikus jellegét. Ez abban is tetten érhető, hogy példának okáért a 6–9. század között íródott kínai versek a mai köznyelven olvasva egyáltalán nem vagy csak alig tükrözik azokat a verstani sajátosságokat (például rímelés), melyeket egykor szigorú szabályok szerint építettek verseikbe a költők. Ugyanezek a versek kantoni nyelven olvasva máig elevenebb lírai élményt nyújtanak az olvasóknak. Épp ezen tulajdonsága miatt rendkívül fontos és hasznos forrásul szolgál a kínai nyelv korábbi állapotainak rekonstrukcióit célzó kutatásokhoz.

### Ókor
A kínai írásbeliség korai korszakából is találni feljegyzéseket Dél-Kína azon vidékéről, ahol ma a kantoni nyelvet beszélik. Ezt a térséget Yuének (越 / 鉞) nevezték, melyet a baiyue, (百越) „száz yue” törzs népesített be. Sokáig ez a terület volt az, ameddig a mindenkori kínai államok „elláttak”, s az itt lakókat délvidéki barbároknak tartották, vagyis sem nyelvileg, sem kulturálisan nem azonosították őket saját etnikumukkal. A régi kínai szövegekben a következő elnevezésekkel találkozunk, amelyekkel a yue népet jelölték:
| Kínaiul   | Pinjin  | Yale              | Jelentés                 |
| --------- | ------- | ----------------- | ------------------------ |
| 於越/于越 | Yūyuè   | Yūyuht            | yue                      |
| 揚越/扬越 | Yángyuè | Yèungyuht         | Yang yue                 |
| 干越      | Gānyuè  | Gonyuht           | Gan-beli yue             |
| 閩越/闽越 | Mǐnyuè  | Mànyuht           | Min folyami yue          |
| 夜郎      | Yèláng  | Yehlòng           | Éjszakai Yue             |
| 南越      | Nányuè  | Naàhmyuht         | Déli yue                 |
| 山越      | Shānyuè | Saānyuht          | Hegyi yue                |
| 雒越      | Luòyuè  | Lokyuht           | Tengeri madár yue        |
| 甌越/瓯越 | Ōuyuè   | Āuyuht            | (Keleti) völgyi yue      |
| 滇越,盔越 | Kuīyuè  | Dīnyuht, Kwaīyuht | Mennyei Yue, Medence yue |

### Qin- és Han-dinasztia
A Qin-dinasztia idején a kínai csapatok délre nyomulva elfoglalták a baiyue területeket és megkezdték a térség betelepítését. A kínai telepesek Lingnan (嶺南) vidékén történő megjelenésével kezdődött a kínai nyelv elterjedése Dél-Kína ezen vidékén, illetve az etnikumok keveredése. A Qin-dinasztia egyik tábornoka, Zhao Tuo 趙佗 (i. e. 230–137) megalapította a Nanyue államot (i. e. 204-ben), melynek később királyává kiáltotta ki magát. A Han-dinasztia idején Nanyue már önálló királyság volt, illetve szövetségesi-vazallusi viszonyt ápolt a Han-udvarral. Folytatódott a kínai han lakosság egyre nagyobb számú betelepülése és az etnikai és nyelvi keveredés.

### Sui- és Tang-dinasztia
A Sui-dinasztia idején az állandó háborúk és zavargások elől menekülő kínai lakosság egyre nagyobb létszámban települt Lingnan vidékére. Ekkora tehető a Lingnan környékén az elmúlt évszázadokban kialakuló nyelv radikális eltérése az Észak-Kínában beszélt kínai nyelvtől. A nyelvtörténeti kutatások azt mutatják, hogy a Tang-dinasztia idején a yue nyelvjárás kiejtése és szókincse rendkívül sok hasonlóságot mutatott a Tang-ház nyelvével. Ez többek között amiatt is lehetséges, hogy a Tang-kor évszázadaiban nagy számban érkeztek a központi kormányzattól iderendelt vagy épp száműzött hivatalnokok, akik magukkal hozták a központi nyelvet és kultúrát is.

### Song-, Yuan-, Ming- és Qing-dinasztia

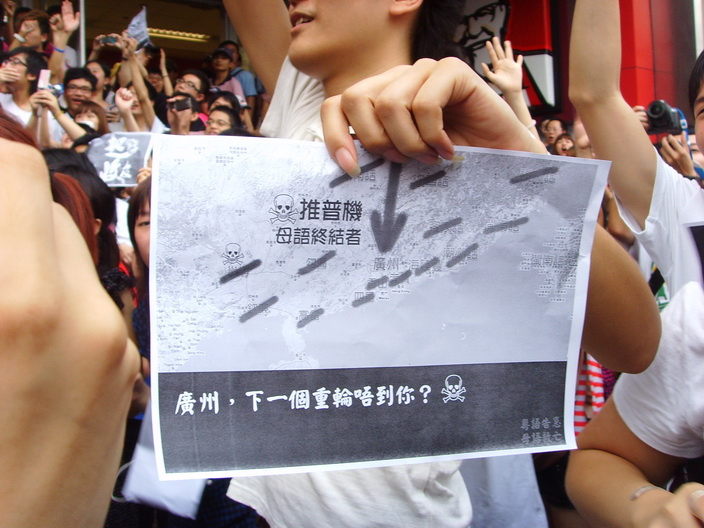
Tüntetés a kantoni nyelv védelmében

A Szung-dinasztia idején növekedtek a különbségek a yue és az északi nyelv között, és ez a távolodás a mongol Yuan-dinasztia és a Ming-dinasztia idején folytatódott. Fokozatosan kialakult a külön yue nyelv. A Csing-dinasztia idejére tehető Kína „bezárkózása”. Guangzhou maradt azon kevés területek egyike, ahol a külföldi kereskedők jelenlétét megengedte a mandzsu kormányzat. A külföldi kereskedők közül egyre többen tanultak meg kantoniul, amely nyelv számukra, s így a nyugati világ számára is a Kínával történő kommunikációs kapcsolat egyetlen eszköze volt. Épp a külföldiek jelenléte miatt vált lehetővé, hogy idővel a helyi közigazgatás nyelvévé is váljon a kantoni nyelv.

### 20. század
1912-ben, nem sokkal a császárság bukása után Szun Jat-szen és más forradalmi vezetők összeültek és szavazással döntöttek az új köztársaság hivatalos nyelvéről, amely felváltaná a klasszikus kínai nyelvet. Ennek a szavazásnak az eredményeképpen született meg az északi köznyelven alapuló putonghua. Kantonban a mai napig tudni vélik, hogy a szavazáson csak kis különbséggel maradt alul a kantoni nyelv. Ezt az állítást azonban történelmi bizonyítékokkal nem sikerült alátámasztani. Annyi bizonyos, hogy a kantoni nyelv kulturális hatása a mai napig jelentős, köszönhetően többek között a hongkongi könnyűzenei és filmiparnak. A putonghua előretörése és térhódítása ellenére a központi kormányzat drasztikus módon sohasem igyekezett visszaszorítani a kantoni nyelv használatát, bár időről időre felröppennek olyan hírek, melyek ennek az ellenkezőjéről számolnak be.

## Dialektusok

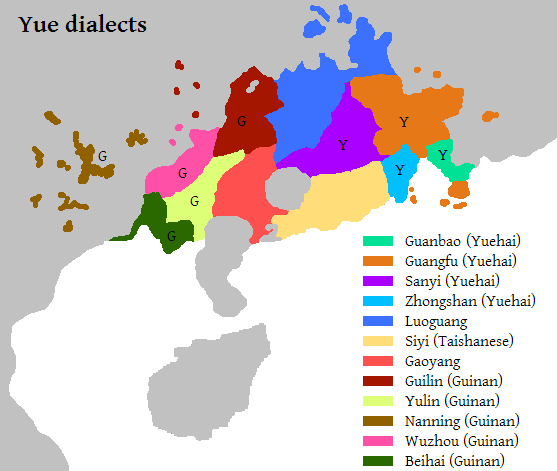
A yue nyelvjárás térképe a kínai és vietnámi elterjedésről. A Yuehai-it (Y) egyetlen nyelvjárásnak tekintik (ezt nevezik kantoni nyelvnek). A guinani nyelvjárásváltozatok (G) nem szorosan kapcsolódnak hozzá.

A yue nyelvjáráshoz a kantoni nyelven kívül számos nyelvjárásváltozat tartozik, melyek közül néhány olyan jelentős eltérést mutat, hogy a beszélőik nem is tökéletesen értik egymást. J. M. Campbell osztályzása nyomán:
- A kantoni nyelvjárás, a kantoni nyelv, Guangfu (廣府話) vagy Yuehai (粵海話), amely a Guangzhouban és a Zhongshan környékén beszélt nyelvet foglalja magába, Wuzhou és Foshan, vagyis Hongkong és Makaó;
- Sze Yup (Sìyì) (四邑話 Seiyap), a taishani nyelvjárás (台山話), amely taishani nyelvként is ismert, és amelyet Egyesült Államok-szerte beszéltek a kínai negyedek lakói kb. 1970-es évek előtt;
- Gaoyangi nyelvjárás (高陽話), Yangjiangban beszélik;
- Wuhua (吳化話 Ngfaa), főként Guangdong nyugati részén beszélik;
- Goulou (勾漏話 Ngaulau), Guangdong nyugati részén és Guangxi keleti felében beszélik, a Yulin, Guangxi nyelvjárást foglalja magában;
- Yongxun (邕潯話 Jungcam), javarészt Kuanghszi-Csuang Autonóm Terület tartományban és annak székhelyén, Nanningban beszélik;
- Qinlian (欽廉話 Jamlim), Guangxi déli részein beszélik, és a beihai nyelvjárást foglalja magába;
- Danzhou (儋州話), amely Changjiang nyelvjárásait foglalja magába;
- Haihua (海話), Lianjiang nyelvjárása.

|  | Kantoni nyelv vagy (standard kantoni, Guangzhou, hongkongi kantoni nyelv) |
|  |                                                                           |

|  | Danjiai nyelvjárás |
|  |                    |

|  | Nanhai nyelvjárás    |
|  |                      |
|  | Jiujiangi nyelvjárás |
|  |                      |
|  | Xiqiaói nyelvjárás   |
|  |                      |
|  | Panyui nyelvjárás    |
|  |                      |
|  | Shundei nyelvjárás   |
|  |                      |

|  | Shiqi nyelvjárás |
|  |                  |

|  | Kantoni nyelv vagy (standard kantoni, Guangzhou, hongkongi kantoni nyelv) |
|  |                                                                           |

|  | Danjiai nyelvjárás |
|  |                    |

|  | Nanhai nyelvjárás    |
|  |                      |
|  | Jiujiangi nyelvjárás |
|  |                      |
|  | Xiqiaói nyelvjárás   |
|  |                      |
|  | Panyui nyelvjárás    |
|  |                      |
|  | Shundei nyelvjárás   |
|  |                      |

|  | Shiqi nyelvjárás |
|  |                  |

| Guanbao | \| \| Dongguani nyelvjárás \| \| \| \| \| \| Weitoui nyelvjárás \| \| \| \| \| \| Bao'ani (Weitou) nyelvjárás \| \| \| \| |
|         | \| \| Dongguani nyelvjárás \| \| \| \| \| \| Weitoui nyelvjárás \| \| \| \| \| \| Bao'ani (Weitou) nyelvjárás \| \| \| \| |
|         | Dongguani nyelvjárás |
|         | |
|         | Weitoui nyelvjárás |
|         | |
|         | Bao'ani (Weitou) nyelvjárás                                                                                               |
|         | |

|  | Dongguani nyelvjárás        |
|  |                             |
|  | Weitoui nyelvjárás          |
|  |                             |
|  | Bao'ani (Weitou) nyelvjárás |
|  |                             |

|  | Kantoni nyelv vagy (standard kantoni, Guangzhou, hongkongi kantoni nyelv) |
|  |                                                                           |

|  | Danjiai nyelvjárás |
|  |                    |

|  | Nanhai nyelvjárás    |
|  |                      |
|  | Jiujiangi nyelvjárás |
|  |                      |
|  | Xiqiaói nyelvjárás   |
|  |                      |
|  | Panyui nyelvjárás    |
|  |                      |
|  | Shundei nyelvjárás   |
|  |                      |

|  | Shiqi nyelvjárás |
|  |                  |

|  | Kantoni nyelv vagy (standard kantoni, Guangzhou, hongkongi kantoni nyelv) |
|  |                                                                           |

|  | Danjiai nyelvjárás |
|  |                    |

|  | Nanhai nyelvjárás    |
|  |                      |
|  | Jiujiangi nyelvjárás |
|  |                      |
|  | Xiqiaói nyelvjárás   |
|  |                      |
|  | Panyui nyelvjárás    |
|  |                      |
|  | Shundei nyelvjárás   |
|  |                      |

|  | Shiqi nyelvjárás |
|  |                  |

| Guanbao | \| \| Dongguani nyelvjárás \| \| \| \| \| \| Weitoui nyelvjárás \| \| \| \| \| \| Bao'ani (Weitou) nyelvjárás \| \| \| \| |
|         | \| \| Dongguani nyelvjárás \| \| \| \| \| \| Weitoui nyelvjárás \| \| \| \| \| \| Bao'ani (Weitou) nyelvjárás \| \| \| \| |
|         | Dongguani nyelvjárás |
|         | |
|         | Weitoui nyelvjárás |
|         | |
|         | Bao'ani (Weitou) nyelvjárás                                                                                               |
|         | |

|  | Dongguani nyelvjárás        |
|  |                             |
|  | Weitoui nyelvjárás          |
|  |                             |
|  | Bao'ani (Weitou) nyelvjárás |
|  |                             |

| Siyi-nyelvjárás | \| \| Taishani nyelvjárás \| \| \| \| \| \| Siqiani nyelvjárás \| \| \| \| |
|                 | \| \| Taishani nyelvjárás \| \| \| \| \| \| Siqiani nyelvjárás \| \| \| \| |
|                 | Taishani nyelvjárás                                                        |
|                 |                                                                            |
|                 | Siqiani nyelvjárás                                                         |
|                 |                                                                            |

|  | Taishani nyelvjárás |
|  |                     |
|  | Siqiani nyelvjárás  |
|  |                     |

|  | Luoguangi nyelvjárás |
|  |                      |

| Gaoyang-nyelvjárás | \| \| Gaozhoui nyelvjárás \| \| \| \| \| \| Yangjiangi nyelvjárás \| \| \| \| |
|                    | \| \| Gaozhoui nyelvjárás \| \| \| \| \| \| Yangjiangi nyelvjárás \| \| \| \| |
|                    | Gaozhoui nyelvjárás                                                           |
|                    |                                                                               |
|                    | Yangjiangi nyelvjárás                                                         |
|                    |                                                                               |

|  | Gaozhoui nyelvjárás   |
|  |                       |
|  | Yangjiangi nyelvjárás |
|  |                       |

|  | Wuchuan-i nyelvjárás (Wuzhou) |
|  |                               |

| Yongxun (Jungcam) | \| \| Nanningi nyelvjárás \| \| \| \| \| \| Yongningi nyelvjárás \| \| \| \| |
|                   | \| \| Nanningi nyelvjárás \| \| \| \| \| \| Yongningi nyelvjárás \| \| \| \| |
|                   | Nanningi nyelvjárás                                                          |
|                   |                                                                              |
|                   | Yongningi nyelvjárás                                                         |
|                   |                                                                              |

|  | Nanningi nyelvjárás  |
|  |                      |
|  | Yongningi nyelvjárás |
|  |                      |

| Goulou (Ngaulau) | \| \| Yulini nyelvjárás \| \| \| \| |
|                  | \| \| Yulini nyelvjárás \| \| \| \| |
|                  | Yulini nyelvjárás                   |
|                  |                                     |

|  | Yulini nyelvjárás |
|  |                   |

| Qinlian (Jamlim) | \| \| Qinzhoui nyelvjárás \| \| \| \| \| \| Lianzhoui nyelvjárás (Beihai) \| \| \| \| |
|                  | \| \| Qinzhoui nyelvjárás \| \| \| \| \| \| Lianzhoui nyelvjárás (Beihai) \| \| \| \| |
|                  | Qinzhoui nyelvjárás                                                                   |
|                  |                                                                                       |
|                  | Lianzhoui nyelvjárás (Beihai)                                                         |
|                  |                                                                                       |

|  | Qinzhoui nyelvjárás           |
|  |                               |
|  | Lianzhoui nyelvjárás (Beihai) |
|  |                               |

| Hainan (Hai) | \| \| Danzhouhuai nyelvjárás \| \| \| \| \| \| Maii nyelvjárás \| \| \| \| |
|              | \| \| Danzhouhuai nyelvjárás \| \| \| \| \| \| Maii nyelvjárás \| \| \| \| |
|              | Danzhouhuai nyelvjárás                                                     |
|              |                                                                            |
|              | Maii nyelvjárás                                                            |
|              |                                                                            |

|  | Danzhouhuai nyelvjárás |
|  |                        |
|  | Maii nyelvjárás        |
|  |                        |

|  | Kantoni nyelv vagy (standard kantoni, Guangzhou, hongkongi kantoni nyelv) |
|  |                                                                           |

|  | Danjiai nyelvjárás |
|  |                    |

|  | Nanhai nyelvjárás    |
|  |                      |
|  | Jiujiangi nyelvjárás |
|  |                      |
|  | Xiqiaói nyelvjárás   |
|  |                      |
|  | Panyui nyelvjárás    |
|  |                      |
|  | Shundei nyelvjárás   |
|  |                      |

|  | Shiqi nyelvjárás |
|  |                  |

|  | Kantoni nyelv vagy (standard kantoni, Guangzhou, hongkongi kantoni nyelv) |
|  |                                                                           |

|  | Danjiai nyelvjárás |
|  |                    |

|  | Nanhai nyelvjárás    |
|  |                      |
|  | Jiujiangi nyelvjárás |
|  |                      |
|  | Xiqiaói nyelvjárás   |
|  |                      |
|  | Panyui nyelvjárás    |
|  |                      |
|  | Shundei nyelvjárás   |
|  |                      |

|  | Shiqi nyelvjárás |
|  |                  |

| Guanbao | \| \| Dongguani nyelvjárás \| \| \| \| \| \| Weitoui nyelvjárás \| \| \| \| \| \| Bao'ani (Weitou) nyelvjárás \| \| \| \| |
|         | \| \| Dongguani nyelvjárás \| \| \| \| \| \| Weitoui nyelvjárás \| \| \| \| \| \| Bao'ani (Weitou) nyelvjárás \| \| \| \| |
|         | Dongguani nyelvjárás |
|         | |
|         | Weitoui nyelvjárás |
|         | |
|         | Bao'ani (Weitou) nyelvjárás                                                                                               |
|         | |

|  | Dongguani nyelvjárás        |
|  |                             |
|  | Weitoui nyelvjárás          |
|  |                             |
|  | Bao'ani (Weitou) nyelvjárás |
|  |                             |

|  | Kantoni nyelv vagy (standard kantoni, Guangzhou, hongkongi kantoni nyelv) |
|  |                                                                           |

|  | Danjiai nyelvjárás |
|  |                    |

|  | Nanhai nyelvjárás    |
|  |                      |
|  | Jiujiangi nyelvjárás |
|  |                      |
|  | Xiqiaói nyelvjárás   |
|  |                      |
|  | Panyui nyelvjárás    |
|  |                      |
|  | Shundei nyelvjárás   |
|  |                      |

|  | Shiqi nyelvjárás |
|  |                  |

|  | Kantoni nyelv vagy (standard kantoni, Guangzhou, hongkongi kantoni nyelv) |
|  |                                                                           |

|  | Danjiai nyelvjárás |
|  |                    |

|  | Nanhai nyelvjárás    |
|  |                      |
|  | Jiujiangi nyelvjárás |
|  |                      |
|  | Xiqiaói nyelvjárás   |
|  |                      |
|  | Panyui nyelvjárás    |
|  |                      |
|  | Shundei nyelvjárás   |
|  |                      |

|  | Shiqi nyelvjárás |
|  |                  |

| Guanbao | \| \| Dongguani nyelvjárás \| \| \| \| \| \| Weitoui nyelvjárás \| \| \| \| \| \| Bao'ani (Weitou) nyelvjárás \| \| \| \| |
|         | \| \| Dongguani nyelvjárás \| \| \| \| \| \| Weitoui nyelvjárás \| \| \| \| \| \| Bao'ani (Weitou) nyelvjárás \| \| \| \| |
|         | Dongguani nyelvjárás |
|         | |
|         | Weitoui nyelvjárás |
|         | |
|         | Bao'ani (Weitou) nyelvjárás                                                                                               |
|         | |

|  | Dongguani nyelvjárás        |
|  |                             |
|  | Weitoui nyelvjárás          |
|  |                             |
|  | Bao'ani (Weitou) nyelvjárás |
|  |                             |

| Siyi-nyelvjárás | \| \| Taishani nyelvjárás \| \| \| \| \| \| Siqiani nyelvjárás \| \| \| \| |
|                 | \| \| Taishani nyelvjárás \| \| \| \| \| \| Siqiani nyelvjárás \| \| \| \| |
|                 | Taishani nyelvjárás                                                        |
|                 |                                                                            |
|                 | Siqiani nyelvjárás                                                         |
|                 |                                                                            |

|  | Taishani nyelvjárás |
|  |                     |
|  | Siqiani nyelvjárás  |
|  |                     |

|  | Luoguangi nyelvjárás |
|  |                      |

| Gaoyang-nyelvjárás | \| \| Gaozhoui nyelvjárás \| \| \| \| \| \| Yangjiangi nyelvjárás \| \| \| \| |
|                    | \| \| Gaozhoui nyelvjárás \| \| \| \| \| \| Yangjiangi nyelvjárás \| \| \| \| |
|                    | Gaozhoui nyelvjárás                                                           |
|                    |                                                                               |
|                    | Yangjiangi nyelvjárás                                                         |
|                    |                                                                               |

|  | Gaozhoui nyelvjárás   |
|  |                       |
|  | Yangjiangi nyelvjárás |
|  |                       |

|  | Wuchuan-i nyelvjárás (Wuzhou) |
|  |                               |

| Yongxun (Jungcam) | \| \| Nanningi nyelvjárás \| \| \| \| \| \| Yongningi nyelvjárás \| \| \| \| |
|                   | \| \| Nanningi nyelvjárás \| \| \| \| \| \| Yongningi nyelvjárás \| \| \| \| |
|                   | Nanningi nyelvjárás                                                          |
|                   |                                                                              |
|                   | Yongningi nyelvjárás                                                         |
|                   |                                                                              |

|  | Nanningi nyelvjárás  |
|  |                      |
|  | Yongningi nyelvjárás |
|  |                      |

| Goulou (Ngaulau) | \| \| Yulini nyelvjárás \| \| \| \| |
|                  | \| \| Yulini nyelvjárás \| \| \| \| |
|                  | Yulini nyelvjárás                   |
|                  |                                     |

|  | Yulini nyelvjárás |
|  |                   |

| Qinlian (Jamlim) | \| \| Qinzhoui nyelvjárás \| \| \| \| \| \| Lianzhoui nyelvjárás (Beihai) \| \| \| \| |
|                  | \| \| Qinzhoui nyelvjárás \| \| \| \| \| \| Lianzhoui nyelvjárás (Beihai) \| \| \| \| |
|                  | Qinzhoui nyelvjárás                                                                   |
|                  |                                                                                       |
|                  | Lianzhoui nyelvjárás (Beihai)                                                         |
|                  |                                                                                       |

|  | Qinzhoui nyelvjárás           |
|  |                               |
|  | Lianzhoui nyelvjárás (Beihai) |
|  |                               |

| Hainan (Hai) | \| \| Danzhouhuai nyelvjárás \| \| \| \| \| \| Maii nyelvjárás \| \| \| \| |
|              | \| \| Danzhouhuai nyelvjárás \| \| \| \| \| \| Maii nyelvjárás \| \| \| \| |
|              | Danzhouhuai nyelvjárás                                                     |
|              |                                                                            |
|              | Maii nyelvjárás                                                            |
|              |                                                                            |

|  | Danzhouhuai nyelvjárás |
|  |                        |
|  | Maii nyelvjárás        |
|  |                        |

|  | Kantoni nyelv vagy (standard kantoni, Guangzhou, hongkongi kantoni nyelv) |
|  |                                                                           |

|  | Danjiai nyelvjárás |
|  |                    |

|  | Nanhai nyelvjárás    |
|  |                      |
|  | Jiujiangi nyelvjárás |
|  |                      |
|  | Xiqiaói nyelvjárás   |
|  |                      |
|  | Panyui nyelvjárás    |
|  |                      |
|  | Shundei nyelvjárás   |
|  |                      |

|  | Shiqi nyelvjárás |
|  |                  |

|  | Kantoni nyelv vagy (standard kantoni, Guangzhou, hongkongi kantoni nyelv) |
|  |                                                                           |

|  | Danjiai nyelvjárás |
|  |                    |

|  | Nanhai nyelvjárás    |
|  |                      |
|  | Jiujiangi nyelvjárás |
|  |                      |
|  | Xiqiaói nyelvjárás   |
|  |                      |
|  | Panyui nyelvjárás    |
|  |                      |
|  | Shundei nyelvjárás   |
|  |                      |

|  | Shiqi nyelvjárás |
|  |                  |

| Guanbao | \| \| Dongguani nyelvjárás \| \| \| \| \| \| Weitoui nyelvjárás \| \| \| \| \| \| Bao'ani (Weitou) nyelvjárás \| \| \| \| |
|         | \| \| Dongguani nyelvjárás \| \| \| \| \| \| Weitoui nyelvjárás \| \| \| \| \| \| Bao'ani (Weitou) nyelvjárás \| \| \| \| |
|         | Dongguani nyelvjárás |
|         | |
|         | Weitoui nyelvjárás |
|         | |
|         | Bao'ani (Weitou) nyelvjárás                                                                                               |
|         | |

|  | Dongguani nyelvjárás        |
|  |                             |
|  | Weitoui nyelvjárás          |
|  |                             |
|  | Bao'ani (Weitou) nyelvjárás |
|  |                             |

|  | Kantoni nyelv vagy (standard kantoni, Guangzhou, hongkongi kantoni nyelv) |
|  |                                                                           |

|  | Danjiai nyelvjárás |
|  |                    |

|  | Nanhai nyelvjárás    |
|  |                      |
|  | Jiujiangi nyelvjárás |
|  |                      |
|  | Xiqiaói nyelvjárás   |
|  |                      |
|  | Panyui nyelvjárás    |
|  |                      |
|  | Shundei nyelvjárás   |
|  |                      |

|  | Shiqi nyelvjárás |
|  |                  |

|  | Kantoni nyelv vagy (standard kantoni, Guangzhou, hongkongi kantoni nyelv) |
|  |                                                                           |

|  | Danjiai nyelvjárás |
|  |                    |

|  | Nanhai nyelvjárás    |
|  |                      |
|  | Jiujiangi nyelvjárás |
|  |                      |
|  | Xiqiaói nyelvjárás   |
|  |                      |
|  | Panyui nyelvjárás    |
|  |                      |
|  | Shundei nyelvjárás   |
|  |                      |

|  | Shiqi nyelvjárás |
|  |                  |

| Guanbao | \| \| Dongguani nyelvjárás \| \| \| \| \| \| Weitoui nyelvjárás \| \| \| \| \| \| Bao'ani (Weitou) nyelvjárás \| \| \| \| |
|         | \| \| Dongguani nyelvjárás \| \| \| \| \| \| Weitoui nyelvjárás \| \| \| \| \| \| Bao'ani (Weitou) nyelvjárás \| \| \| \| |
|         | Dongguani nyelvjárás |
|         | |
|         | Weitoui nyelvjárás |
|         | |
|         | Bao'ani (Weitou) nyelvjárás                                                                                               |
|         | |

|  | Dongguani nyelvjárás        |
|  |                             |
|  | Weitoui nyelvjárás          |
|  |                             |
|  | Bao'ani (Weitou) nyelvjárás |
|  |                             |

| Siyi-nyelvjárás | \| \| Taishani nyelvjárás \| \| \| \| \| \| Siqiani nyelvjárás \| \| \| \| |
|                 | \| \| Taishani nyelvjárás \| \| \| \| \| \| Siqiani nyelvjárás \| \| \| \| |
|                 | Taishani nyelvjárás                                                        |
|                 |                                                                            |
|                 | Siqiani nyelvjárás                                                         |
|                 |                                                                            |

|  | Taishani nyelvjárás |
|  |                     |
|  | Siqiani nyelvjárás  |
|  |                     |

|  | Luoguangi nyelvjárás |
|  |                      |

| Gaoyang-nyelvjárás | \| \| Gaozhoui nyelvjárás \| \| \| \| \| \| Yangjiangi nyelvjárás \| \| \| \| |
|                    | \| \| Gaozhoui nyelvjárás \| \| \| \| \| \| Yangjiangi nyelvjárás \| \| \| \| |
|                    | Gaozhoui nyelvjárás                                                           |
|                    |                                                                               |
|                    | Yangjiangi nyelvjárás                                                         |
|                    |                                                                               |

|  | Gaozhoui nyelvjárás   |
|  |                       |
|  | Yangjiangi nyelvjárás |
|  |                       |

|  | Wuchuan-i nyelvjárás (Wuzhou) |
|  |                               |

| Yongxun (Jungcam) | \| \| Nanningi nyelvjárás \| \| \| \| \| \| Yongningi nyelvjárás \| \| \| \| |
|                   | \| \| Nanningi nyelvjárás \| \| \| \| \| \| Yongningi nyelvjárás \| \| \| \| |
|                   | Nanningi nyelvjárás                                                          |
|                   |                                                                              |
|                   | Yongningi nyelvjárás                                                         |
|                   |                                                                              |

|  | Nanningi nyelvjárás  |
|  |                      |
|  | Yongningi nyelvjárás |
|  |                      |

| Goulou (Ngaulau) | \| \| Yulini nyelvjárás \| \| \| \| |
|                  | \| \| Yulini nyelvjárás \| \| \| \| |
|                  | Yulini nyelvjárás                   |
|                  |                                     |

|  | Yulini nyelvjárás |
|  |                   |

| Qinlian (Jamlim) | \| \| Qinzhoui nyelvjárás \| \| \| \| \| \| Lianzhoui nyelvjárás (Beihai) \| \| \| \| |
|                  | \| \| Qinzhoui nyelvjárás \| \| \| \| \| \| Lianzhoui nyelvjárás (Beihai) \| \| \| \| |
|                  | Qinzhoui nyelvjárás                                                                   |
|                  |                                                                                       |
|                  | Lianzhoui nyelvjárás (Beihai)                                                         |
|                  |                                                                                       |

|  | Qinzhoui nyelvjárás           |
|  |                               |
|  | Lianzhoui nyelvjárás (Beihai) |
|  |                               |

| Hainan (Hai) | \| \| Danzhouhuai nyelvjárás \| \| \| \| \| \| Maii nyelvjárás \| \| \| \| |
|              | \| \| Danzhouhuai nyelvjárás \| \| \| \| \| \| Maii nyelvjárás \| \| \| \| |
|              | Danzhouhuai nyelvjárás                                                     |
|              |                                                                            |
|              | Maii nyelvjárás                                                            |
|              |                                                                            |

|  | Danzhouhuai nyelvjárás |
|  |                        |
|  | Maii nyelvjárás        |
|  |                        |

|  | Kantoni nyelv vagy (standard kantoni, Guangzhou, hongkongi kantoni nyelv) |
|  |                                                                           |

|  | Danjiai nyelvjárás |
|  |                    |

|  | Nanhai nyelvjárás    |
|  |                      |
|  | Jiujiangi nyelvjárás |
|  |                      |
|  | Xiqiaói nyelvjárás   |
|  |                      |
|  | Panyui nyelvjárás    |
|  |                      |
|  | Shundei nyelvjárás   |
|  |                      |

|  | Shiqi nyelvjárás |
|  |                  |

|  | Kantoni nyelv vagy (standard kantoni, Guangzhou, hongkongi kantoni nyelv) |
|  |                                                                           |

|  | Danjiai nyelvjárás |
|  |                    |

|  | Nanhai nyelvjárás    |
|  |                      |
|  | Jiujiangi nyelvjárás |
|  |                      |
|  | Xiqiaói nyelvjárás   |
|  |                      |
|  | Panyui nyelvjárás    |
|  |                      |
|  | Shundei nyelvjárás   |
|  |                      |

|  | Shiqi nyelvjárás |
|  |                  |

| Guanbao | \| \| Dongguani nyelvjárás \| \| \| \| \| \| Weitoui nyelvjárás \| \| \| \| \| \| Bao'ani (Weitou) nyelvjárás \| \| \| \| |
|         | \| \| Dongguani nyelvjárás \| \| \| \| \| \| Weitoui nyelvjárás \| \| \| \| \| \| Bao'ani (Weitou) nyelvjárás \| \| \| \| |
|         | Dongguani nyelvjárás |
|         | |
|         | Weitoui nyelvjárás |
|         | |
|         | Bao'ani (Weitou) nyelvjárás                                                                                               |
|         | |

|  | Dongguani nyelvjárás        |
|  |                             |
|  | Weitoui nyelvjárás          |
|  |                             |
|  | Bao'ani (Weitou) nyelvjárás |
|  |                             |

|  | Kantoni nyelv vagy (standard kantoni, Guangzhou, hongkongi kantoni nyelv) |
|  |                                                                           |

|  | Danjiai nyelvjárás |
|  |                    |

|  | Nanhai nyelvjárás    |
|  |                      |
|  | Jiujiangi nyelvjárás |
|  |                      |
|  | Xiqiaói nyelvjárás   |
|  |                      |
|  | Panyui nyelvjárás    |
|  |                      |
|  | Shundei nyelvjárás   |
|  |                      |

|  | Shiqi nyelvjárás |
|  |                  |

|  | Kantoni nyelv vagy (standard kantoni, Guangzhou, hongkongi kantoni nyelv) |
|  |                                                                           |

|  | Danjiai nyelvjárás |
|  |                    |

|  | Nanhai nyelvjárás    |
|  |                      |
|  | Jiujiangi nyelvjárás |
|  |                      |
|  | Xiqiaói nyelvjárás   |
|  |                      |
|  | Panyui nyelvjárás    |
|  |                      |
|  | Shundei nyelvjárás   |
|  |                      |

|  | Shiqi nyelvjárás |
|  |                  |

| Guanbao | \| \| Dongguani nyelvjárás \| \| \| \| \| \| Weitoui nyelvjárás \| \| \| \| \| \| Bao'ani (Weitou) nyelvjárás \| \| \| \| |
|         | \| \| Dongguani nyelvjárás \| \| \| \| \| \| Weitoui nyelvjárás \| \| \| \| \| \| Bao'ani (Weitou) nyelvjárás \| \| \| \| |
|         | Dongguani nyelvjárás |
|         | |
|         | Weitoui nyelvjárás |
|         | |
|         | Bao'ani (Weitou) nyelvjárás                                                                                               |
|         | |

|  | Dongguani nyelvjárás        |
|  |                             |
|  | Weitoui nyelvjárás          |
|  |                             |
|  | Bao'ani (Weitou) nyelvjárás |
|  |                             |

| Siyi-nyelvjárás | \| \| Taishani nyelvjárás \| \| \| \| \| \| Siqiani nyelvjárás \| \| \| \| |
|                 | \| \| Taishani nyelvjárás \| \| \| \| \| \| Siqiani nyelvjárás \| \| \| \| |
|                 | Taishani nyelvjárás                                                        |
|                 |                                                                            |
|                 | Siqiani nyelvjárás                                                         |
|                 |                                                                            |

|  | Taishani nyelvjárás |
|  |                     |
|  | Siqiani nyelvjárás  |
|  |                     |

|  | Luoguangi nyelvjárás |
|  |                      |

| Gaoyang-nyelvjárás | \| \| Gaozhoui nyelvjárás \| \| \| \| \| \| Yangjiangi nyelvjárás \| \| \| \| |
|                    | \| \| Gaozhoui nyelvjárás \| \| \| \| \| \| Yangjiangi nyelvjárás \| \| \| \| |
|                    | Gaozhoui nyelvjárás                                                           |
|                    |                                                                               |
|                    | Yangjiangi nyelvjárás                                                         |
|                    |                                                                               |

|  | Gaozhoui nyelvjárás   |
|  |                       |
|  | Yangjiangi nyelvjárás |
|  |                       |

|  | Wuchuan-i nyelvjárás (Wuzhou) |
|  |                               |

| Yongxun (Jungcam) | \| \| Nanningi nyelvjárás \| \| \| \| \| \| Yongningi nyelvjárás \| \| \| \| |
|                   | \| \| Nanningi nyelvjárás \| \| \| \| \| \| Yongningi nyelvjárás \| \| \| \| |
|                   | Nanningi nyelvjárás                                                          |
|                   |                                                                              |
|                   | Yongningi nyelvjárás                                                         |
|                   |                                                                              |

|  | Nanningi nyelvjárás  |
|  |                      |
|  | Yongningi nyelvjárás |
|  |                      |

| Goulou (Ngaulau) | \| \| Yulini nyelvjárás \| \| \| \| |
|                  | \| \| Yulini nyelvjárás \| \| \| \| |
|                  | Yulini nyelvjárás                   |
|                  |                                     |

|  | Yulini nyelvjárás |
|  |                   |

| Qinlian (Jamlim) | \| \| Qinzhoui nyelvjárás \| \| \| \| \| \| Lianzhoui nyelvjárás (Beihai) \| \| \| \| |
|                  | \| \| Qinzhoui nyelvjárás \| \| \| \| \| \| Lianzhoui nyelvjárás (Beihai) \| \| \| \| |
|                  | Qinzhoui nyelvjárás                                                                   |
|                  |                                                                                       |
|                  | Lianzhoui nyelvjárás (Beihai)                                                         |
|                  |                                                                                       |

|  | Qinzhoui nyelvjárás           |
|  |                               |
|  | Lianzhoui nyelvjárás (Beihai) |
|  |                               |

| Hainan (Hai) | \| \| Danzhouhuai nyelvjárás \| \| \| \| \| \| Maii nyelvjárás \| \| \| \| |
|              | \| \| Danzhouhuai nyelvjárás \| \| \| \| \| \| Maii nyelvjárás \| \| \| \| |
|              | Danzhouhuai nyelvjárás                                                     |
|              |                                                                            |
|              | Maii nyelvjárás                                                            |
|              |                                                                            |

|  | Danzhouhuai nyelvjárás |
|  |                        |
|  | Maii nyelvjárás        |
|  |                        |

## A kantoni nyelv Kínán kívül

### Malajzia
Malajzia 28 millió lakosa közül majd minden negyedik, a teljes lakosság 23,7%-a kínai, jelentős részük a kantoni nyelv valamelyik változatát beszéli. Így nem meglepő, hogy a kantoni nyelv igen széles körben elterjedt a fővárosban, Kuala Lumpurban és környékén, de az ország számos térségében találhatók még kantoni nyelvet beszélő közösségek. Szingapúrral ellentétben a maláj televíziók a kantoni nyelvű filmeket nem szinkronizálják mandarinra, sőt az országban található négy kínai nyelvű rádióadó közül a három magántulajdonban lévő sugároz kantoni nyelven is. A negyedik állami tulajdonú csatorna kizárólag mandarin nyelven szólal meg.

### Szingapúr
A szingapúri kormány 1979-ben hirdette meg a mai napig is zajló „Beszélj mandarinul kampányát” (jiǎng huáyǔ yùndòng; egyszerűsített kínai: 讲华语运动; hagyományos kínai: 講華語運動), melynek célja, hogy a sztenderd kínai nyelv minél szélesebb körű használatával visszaszorítsák a Szingapúrban jelen lévő egyéb kínai nyelvjárásokat. Ennek jegyében az egyik első intézkedés volt, hogy megszüntették a televízió- és rádióadásokban a nem kínai köznyelvű adásokat, valamint a kínai szövegek latin betűs átírása során kötelezővé tették a pinjin átírást. Jelenleg a szingapúri kínaiak mintegy 15,4%-a vallja magát kantoni anyanyelvűnek.

### Egyesült Államok
1965 előtt a nyugati országokba, különösen a tengerentúlra kivándorolt kínaiak zöme Guangdong tartományból származott. A becslések szerint az Egyesült Államokban letelepedett, új otthont találó kínaiak mintegy 60%-a a yue nyelvjárás valamelyik változatát beszélte. Épp ezért a mai napig az amerikai kínai diaszpóra túlnyomó többségében a yue nyelvjáráshoz sorolt siyi (Taishan, Enping, Kaiping és Xinhui környékén elterjedt) alnyelvjárást, valamint a kantoni nyelvet (nyelvjárást) beszéli, melyre erős hatást gyakorolt a hongkongi kantoni nyelv.
A kantoni nyelv zhongshan nyelvjárása (a Gyöngy-folyó deltavidékén) terjedt el a Hawaiin, San Franciscóban és a Sacramento folyó deltavidékén gyökeret eresztett kínai emigráns közösségek nyelveként.
A kantoni nyelv jelenleg a harmadik legjelentősebb nem angol nyelv az Egyesült Államokban. Több egyetem (például a Stanford, a Duke vagy a Yale) rendszeresen indít kantoni nyelvű kurzusokat. Megjegyzendő, hogy az Egyesült Államokban általánosan a Yale Egyetemen kidolgozott, így Yale-átírásnak nevezett rendszert használják a kantoni nyelv latin betűs átírása során.
A különböző kínai nyelvet beszélők arányában az elmúlt évtizedekben jelentős változás ment végbe, hiszen a folyamatos kínai bevándorlás miatt egyre nagyobb számban jelentek meg más kínai nyelvet, nyelvjárást beszélők. A Kínai Népköztársaságból, Tajvanról, Hongkongból és Délkelet-Ázsia egyéb országaiból érkező kínaiak már inkább beszélik a köznyelvnek számító putonghuát, mint saját nyelvjárásaikat. Így a sztenderd kínait az Egyesült államokban is egyre inkább egyfajta lingua francaként használják a kínaiak egymás között.

### Kanada
Egy 2006-ban végzett népszámlálás alkalmával, 360 450 Kanadában élő kínai vallotta magát kantoni anyanyelvűnek. Egy másik felmérés alkalmával az is kiderült, hogy összesen 456 705 kínai anyanyelvű személy él Kanadában, de ez utóbbi felmérés nem részletezi, hogy magát kínai anyanyelvűnek valló személy mely kínai nyelvet, illetve nyelvjárást beszéli. Ez egyben tehát azt is jelenti, hogy a Kanadában élő kínai diaszpóra több mint 70%-ban kantoni anyanyelvű. A kanadai kínaiak első jelentős hulláma a '60-as, '70-es években Hongkongból érkezett, az ottani baloldali zavargások hatására. Egy másik jelentős hullám pedig Hongkong 1997-es visszacsatolása miatt választotta új hazájául Kanadát. Kanadában Fairchild TV (vagy FTV) néven egy kantoni nyelvű televíziós csatorna is működik.

### Peru

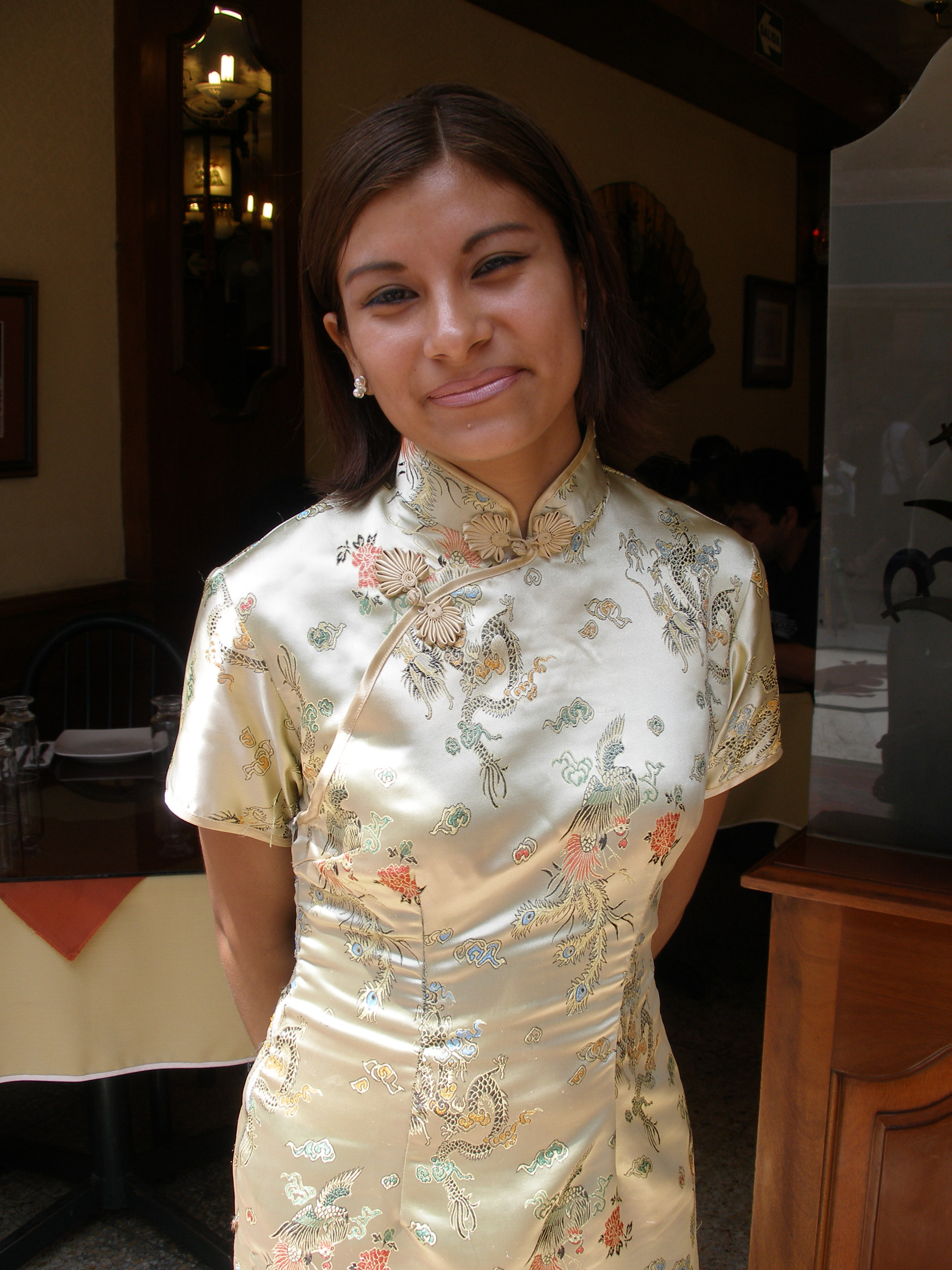
Kínai perui fiatal lány

Peruban egy egészen különleges kínai közösség alakult ki, amely a legnépesebb a latin-amerikai térségben. A kínai peruiakat, vagyis a kínai származású, de már Peruban születetteket spanyolul tusánnak nevezik, amely a kínai 土生 (pinjin: tǔ shēng; jyutping: tou2 saang1, magyaros: tuseng) szóból származik, eredeti jelentése: „helyben született”. A kínai peruiak a lakosság 3-4%-át alkotják, amely mintegy 1,6 millió embert jelent. Jellemző rájuk a többnyelvűség (a kínai mellett a spanyolt vagy a kecsuát beszélik. (A Makaóból érkezett kínaiak portugálul is tudnak.) Az első nagyobb létszámú kínai bevándorlásra a 19. század közepén került sor, amikor is főként Makaóból és Guangdong tartomány egyéb vidékeiről érkeztek emigránsok. Ez több százezer kínait jelentett, akik főként a cukornád-ültetvényeken találtak munkát. A bevándorlás következő hullámára az 1912-es köztársaság megalakulásakor került sor, majd a második világháborút követően, a kommunista berendezkedésű Kínából menekültek el több százezren, és választották új hazájuknak Perut. A kínai peruiak zöme a kantoni nyelvet, illetve annak valamilyen változatát beszéli anyanyelveként, de jelen van a hakka, a mandarin és a min nyelvjárás is.

### Egyesült Királyság
Európában a kantoni nyelvet beszélő legnépesebb kínai közösség Angliában található. Ennek oka, hogy Hongkong 1997-ig brit gyarmat volt, és a Kínai Népköztársasághoz történő visszacsatolás körüli időszakban számos hongkongi kínai áttelepült Angliába. Jóllehet az így bevándorolt kínaiak közül sokan a hakka nyelvjárást beszélik, vagy kantoni-hakka kétnyelvűek, de még így is mintegy 300 ezer ember anyanyelve a kantoni, amely a teljes lakosság 0,5%-át teszi ki.

### Magyarország
Nincsenek megbízható források arra nézve, hogy jelenleg Magyarországon hány kínai tartózkodhat. 2009-ben a Bevándorlási és Állampolgársági Hivatal közlése szerint mintegy 11 ezer kínai állampolgár tartózkodott Magyarországon. Más források, illetve becslések azonban ennél jóval magasabb számot is feltételeznek. Az bizonyos, hogy a Kínai Népköztársaságból bevándorolt kínaiak elsősorban az észak-kínai tartományokból, illetve Zhejiang és Fujian tartományokból érkeztek, így zömében az északi köznyelvet, valamint a wu és a min nyelvjárás valamelyik változatát beszélik. Talán pár százra tehető azon jelenleg az országban tartózkodó kínaiak száma, akik anyanyelvükként a kantoni nyelvet beszélik.

## Hangtan
A kantoni nyelv fonológiája, akárcsak az összes többi kínai nyelvé vagy nyelvjárásé, szótagközpontú. Szótagszerkezetére épp ezért jellemző a szigorú kötöttség. Erre egyik bizonyíték, hogy bizonyos fonológiai folyamatok (például a reduplikáció) mind szótagszinten érvényesülnek.
A monoszillabikus-izoláló nyelvekben a szótagok hagyományosan szótagkezdőkből (onset) és szótagvégekből (rím) épülnek fel. Az előbbi kategóriába tartoznak a szótageleji mássalhangzók, de a magánhangzóval kezdődő szótagokat úgy tekintik, mint amelyek zéró szótagkezdővel rendelkeznek.
A kantoni nyelvben a következő hét szótagszerkezet fordulhat elő:
- V (csak egyetlen magánhangzó alkotja a szótagot onset és a szótagzárban szereplő mássalhangzó nélkül)
- C (egyetlen mássalhangzó csak abban az esetben alkot önmagában szótagot, ha az nazális, ilyenkor a nazális mássalhangzón jelenik meg a tónus is, amely egyéb esetekben a szótag legzöngésebb részéhez, vagyis a magánhangzóhoz szokott társulni)
- CV (mássalhangzó + magánhangzó)
- VC (magánhangzó + mássalhangzó)
- CVC (mássalhangzó + magánhangzó + mássalhangzó)
- V:C (onset nélküli szótagvégből álló szótag, melyben a magánhangzó hosszú)
- CV:C (mássalhangzó + hosszú magánhangzó + mássalhangzó)

A sztenderd kantoni nyelv szótagkezdő obstruensei, akárcsak a sztenderd kínai köznyelvben, zöngétlenedtek, megmaradtak viszont a szótagzárlati nem nazális okkluzívák, továbbá a kantoni nyelvben különbség van a hosszú és a rövid magánhangzók között.

### Magánhangzók
A kantoni nyelv magánhangzókészletét, illetve a magánhangzók képzés szerinti helyét az alábbi táblázat mutatja:

A kantoni nyelvben használatos magánhangzók

### Szótagkezdő mássalhangzók
A kantoni nyelvben a következő 20 mássalhangzó szerepelhet szótagkezdő helyzetben:
|              |              | Labiális | Koronális | Koronális   | Palatális | Veláris | Veláris | Glottális |
| sima         | sziszegő     | Labiális | sima      | labializált | Palatális |         |         | Glottális |
| ------------ | ------------ | -------- | --------- | ----------- | --------- | ------- | ------- | --------- |
| Orrhang      | Orrhang      | m        | n         |             |           | ŋ       |         |           |
| Zárhang      | sima         | p        | t         | t͡s          |           | k       | kʷ      | (ʔ)       |
| Zárhang      | aspirált     | pʰ       | tʰ        | t͡sʰ         |           | kʰ      | kʷʰ     |           |
| Réshang      | Réshang      | f        |           | s           |           |         |         | h         |
| Közelítőhang | Közelítőhang |          | l         |             | j         |         | w       |           |

### Szótagvégek vagy rímek
Szótagvégben, azaz a szótag rímében a következő magánhangzók és mássalhangzó-kombinációk szerepelhetnek:
|         | /a/    | /a/   | /e/    | /e/   | /o/    | /o/   | /ø/    | /ø/   | /i/    | /u/    | /y/    |
|         | Hosszú | Rövid | Hosszú | Rövid | Hosszú | Rövid | Hosszú | Rövid | Hosszú | Hosszú | Hosszú |
| Ø       | aː     |       | ɛː     |       | ɔː     |       | œː     |       | iː     | uː     | yː     |
| -i / -y | aːi    | ɐi    |        | ei    | ɔːy    |       |        | ɵy    |        | uːy    |        |
| -u      | aːu    | ɐu    | ɛːu    |       |        | ou    |        |       | iːu    |        |        |
| -m      | aːm    | ɐm    | ɛːm    |       |        |       |        |       | iːm    |        |        |
| -n      | aːn    | ɐn    | ɛːn    |       | ɔːn    |       |        | ɵn    | iːn    | uːn    | yːn    |
| -ŋ      | aːŋ    | ɐŋ    | ɛːŋ    | eŋ    | ɔːŋ    | oŋ    | œːŋ    |       |        |        |        |
| -p      | aːp    | ɐp    | ɛːp    |       |        |       |        |       | iːp    |        |        |
| -t      | aːt    | ɐt    | ɛːt    |       | ɔːt    |       | œːt    | ɵt    | iːt    | uːt    | yːt    |
| -k      | aːk    | ɐk    | ɛːk    | ek    | ɔːk    | ok    | œːk    |       |        |        |        |

### Tónusok vagy zenei hangsúlyok
A kantoni nyelv hat „alaptónusának” és három „módosult tónusának” hagyományos elnevezését és a különböző átírásos jelölését a következő táblázat tartalmazza:
| A szótag típusa                                           | Nyílt szótag                      | Nyílt szótag          | Nyílt szótag        | Nyílt szótag                           | Nyílt szótag            | Nyílt szótag          | Zárt szótag                 | Zárt szótag                | Zárt szótag         |
| --------------------------------------------------------- | --------------------------------- | --------------------- | ------------------- | -------------------------------------- | ----------------------- | --------------------- | --------------------------- | -------------------------- | ------------------- |
| A tónus neve                                              | sötét szinttartó (陰平)           | sötét emelkedő (陰上) | sötét elmenő (陰去) | világos szinttartó (陽平)              | világos emelkedő (陽上) | világos elmenő (陽去) | felső-sötét belépő (上陰入) | alsó-sötét belépő (下陰入) | sötét belépő (陽入) |
| Leírás                                                    | magas szinttartó, magas ereszkedő | középső emelkedő      | középső szinttartó  | mély ereszkedő, nagyon mély szinttartó | mély emelkedő           | mély szinttartó       | magas szinttartó            | középső szinttartó         | mély szinttartó     |
| A Yale-féle átírásban (vagy jyutping) a tónusok számozása | 1                                 | 2                     | 3                   | 4                                      | 5                       | 6                     | 7 (vagy 1)                  | 8 (vagy 3)                 | 9 (vagy 6)          |
| Példa                                                     | 詩                                | 史                    | 試                  | 時                                     | 市                      | 是                    | 識                          | 錫                         | 食                  |
| Tónusjelek                                                | si˥, si˥˧                         | si˧˥                  | si˧                 | si˨˩, si˩                              | si˩˧                    | si˨                   | sik˥                        | sɛk˧                       | sik˨                |
| IPA diakritikus jelölés                                   | sí, sî                            | sǐ                    | sī                  | si̖, sı̏                                 | si̗                      | sì                    | sék                         | sɛ̄k                        | sèk                 |
| Yale-féle diakritikus jelölés                             | sī, sì                            | sí                    | si                  | sīh, sìh                               | síh                     | sih                   | sīk                         | sek                        | sihk                |

## Alaktan
A kantoni nyelvről, csak úgy, mint valamennyi kínai nyelvről és nyelvjárásról elmondható, hogy az alaktana szinte semmilyen inflexióval nem rendelkezik, vagyis nincs benne semmiféle ragozás, egyeztetés, nincsenek nyelvtani nemek, sőt alakilag még a szófajok sem különböztethetők meg. Az egyetlen elem, amelyet valamiféle inflexióként lehet értelmezni, a személyes névmások esetében használt 哋 (dei6) többes számú jel.

### Személyes névmások
| Szem. névm. | Kiejtés (jyutping) | magyar megfelelő |
| ----------- | ------------------ | ---------------- |
| 我          | ngo5               | én               |
| 你          | nei5               | te               |
| 佢          | keoi5              | ő                |
| 我哋        | ngo5 dei6          | mi               |
| 你哋        | nei5 dei6          | ti               |
| 佢哋        | keoi5 dei6         | ők               |

### Igei aspektusjelölő partikulák
A kantoni nyelvben nincsenek igeidők sem. Az időviszonyokat aspektuspartikulák, modális igék mutatják, illetve időhatározók jelzik. Jóllehet az aspektusjelölő partikulák közvetlenül az igékhez tapadnak, mégsem tekinthetők a klasszikus értelembe vett ragoknak.
Néhány példa az ige után álló aspektusjelölő partikulák működésére:
| Aspektus      | Partikula                 | Használata                                                                                        | Példa |
| ------------- | ------------------------- | ------------------------------------------------------------------------------------------------- | --- |
| Befejezettség | zo2 (咗)                  | Azt jelzi, hogy egy cselekvés befejeződött, és az eredménye még most is fennáll.                  | 我 én 喺 -ban/-ben 香港 Hongkong 住咗 lakik + part. 一 egy 年 év = Egy éve lakom Hongkongban. (Vagyis jelenleg is ott lakom.)                       |
| Múlt idejűség | gwo3 (過)                 | Azt jelzi, hogy egy cselekvés valamikor a múlt megtörtént, és az eredménye most már nem áll fenn. | 我 én 喺 -ban/-ben 香港 Hongkong 住過 lakik + part. 一 egy 年 év = Hongkongban laktam egy évig. (De jelenleg már nem tartózkodom ott, máshol élek.) |
| Eredményesség | gan3 (緊)                 | Egy aktív cselekvést hangsúlyoz, amely eredménnyel jár.                                           | 我én 著緊visel + part. 衫ruha = Felöltözöm. |
| Állandóság    | zyu6 (住)                 | Egy cselekvés folyamatosságát jelzi, amely nem jár változással.                                   | 我én 著住visel + part. 衫ruha = Ruhát hordok. |
| Behatároltság | haa5 (吓)                 | Egy cselekvés rövid idejű voltát jelzi.                                                           | 等engedni 我én 著吓visel + part. = Hadd hordjam egy kicsit!                                                                                         |
| Megszokottság | hoi1 (開)                 | Egy cselekvés szokás jellegét jelzi.                                                              | 我én 做開csinál + part. 鐘點részmunkaidő 嘅mondatzáró part. = Részmunkaidőben végzem (a munkámat).                                                  |
| Megkezdés     | hei3-soeng6-lai4 (起上嚟) | Egy aktív cselekvés elkezdését hangsúlyozza.                                                      | 個számláló szóBBbébi/csecsemő 突然之間hirtelen 喊起上嚟sír + part. = A kisbaba egyszer csak felsírt.                                                |
| Folyamatosság | lok6-heoi3 (落去)         | Egy cselekvés folyamatosságát jelzi                                                               | 你te唔ne/nem 使kell 再ismét 講落去beszél + part. 喇mondatzáró part. = Nem kell megint elmondanod!                                                   |

### Mutatószók

#### Egyes szám
A kantoni nyelv leggyakoribb mutatószava a 呢 ni1 („ez”), amely gyors beszédben nei1-nek hangzik, vagy egyszerűen a 依 ji1 szót használják. Például:
- 呢本書 ez a könyv
- 依本書 ez a könyv

A távolra mutató szó a 嗰 go2 („az”). Például:
- 嗰本書 az a könyv

(Minden esetben a mutatószó és a főnév közé, kötelezően megjelenik az adott számlálószó, amely a mandarin kínai nyelvben is ismert.)

#### Többes szám
A többes szám jelölésére a kantoni nyelvben a 啲 di1 partikulát használják. Például:
- 呢啲書 ezek a könyvek
- 嗰啲書 azok a könyvek

## Mondattan
A kantoni kínai, mint valamennyi kínai nyelv és nyelvjárás erősen izoláló nyelv, a szintaktikai viszonyokat elsősorban szórenddel, partikulák és elöljárószók használatával fejezi ki. Az alapszórend alany–ige–tárgy, azaz SVO. Jellemzően a módosítók (ideértve a vonatkozó mellékmondatokat is) megelőzik az általuk módosított elemeket, például a jelzők a főnevet, a határozók az igét. A kantoni kínai nyelvben sincsenek névelők.

### Létige
A létige, vagy kopula (係 hai6 ) névszói állítmány előtt állító mondatban opcionális. Például: 我肚餓 (ngoh5 tou3 ngoh4) → Éhes vagyok.
További példák a létigék használatára:
- 噚日係中秋節 Tegnap volt az őszközép ünnepe. (a 噚日 kam4 jat6 jelentése: tegnap)
- 佢係完全唔識講廣東話嘅 Az a helyzet, hogy egyáltalán nem beszél kantoniul.

### Tagadó mondat
A kantoni kínai nyelvben a legtöbb tagadószó m- szótagkezdővel rendelkezik, például: 唔 m4 (nem), 冇 mou5 (nincs), 未 mei6 (még nem). Az igéket viszont az előttük álló 唔 m4 tagadószóval tagadjuk. Például:
- 我食得花生 Tudok mogyorót enni. (食 sik6, enni) → 我唔食得花生 Nem tudok mogyorót enni.

### Kérdő mondat

#### Eldöntendő kérdés
A választó vagy eldöntendő kérdő mondat szerkezete S + V + 唔 + V. Például:
- 你識唔識講廣東話? Tudod, hogy mondják kantoniul? (識 sik1, tudni, ismerni)

Eldöntendő kérdő mondat generálható a 有冇 jau5 mou5 párossal is, melynek szó szerinti jelentése „van-nincs”, például:
- 有冇紅綠燈? Van ott közlekedési lámpa?

#### Kérdőszavak
Kérdő mondatok természetesen előállíthatók kérdőszavakkal is. A kantoni nyelv leggyakoribb kérdőszavai a következők:
| Kérdőszó    | Kiejtés               | Magyar megfelelő |
| ----------- | --------------------- | ---------------- |
| 邊個        | bin1 go3              | ki?              |
| 乜(嘢) / 咩 | mat1 (je5) / me1      | mi?              |
| 邊度 / 邊處 | bin1 dou6 / bin1 syu3 | hol?             |
| 幾時        | gei2 si4              | mikor?           |
| 點解        | dim2 gaai2            | miért?           |
| 點(樣)      | dim2 (joeng6*2)       | hogyan?          |
| 幾多        | gei2 do1              | mennyi?          |

## Írás
A kínai nyelvek között a kantoni az egyetlen, amelyik olyan saját, különleges írásjegyeket tartalmaz, melyek nem szerepelnek a sztenderd kínai nyelv írásjegykészletében, így a közkézen forgó hagyományos kínai szótárak sem tartalmazzák azokat. Annak ellenére, hogy az 1990-es években a hongkongi kormányzat kísérletet tett arra, hogy egységesítse a kantoni nyelv karakterkészletét – melynek eredményeképpen az elektronikus kommunikációban megjelent a hongkongi kiegészítő karakterkészlet –, mind a mai napig komoly viták zajlanak arról, hogy mely írásjegyek használata, illetve formája az elfogadható a kantoni nyelvben.

### Szinonimák
A kantoni nyelv néhány írásjegye csak egyszerű szinonimájának tekinthető a sztenderd kínai nyelvben létező karaktereknek. Így például a 'nem' jelentésű 不 írásjegy kantoni megfelelője a 唔, a harmadik személyű névmásként használt, 'ő' jelentésű 他 írásjegy helyett a kantoni nyelv a 渠 karaktert használja, a többes szám jelölésére szolgáló 们 partikula helyett a kantoni írásban a 哋 karaktert találjuk, míg a birtokviszony jelölésére használatos 的 partikulának a kantoniban a 慨 a megfelelője. E szavak felhasználásával a következő egyszerű mondat példázza az északi köznyelv és a kantoni nyelv írott változatának különbségeit:
| Nyelv              | Írásjegyek     | Átírástípus | Átírás                       | Jelentés      |
| ------------------ | -------------- | ----------- | ---------------------------- | ------------- |
| Kantoni            | 係唔係佢哋嘅？ | Jyutping    | hai6 m4 hai6 keoi5 dei6 ge3? | Ugye az övék? |
| Sztenderd mandarin | 是不是他們的？ | Pinjin      | Shì bú shì tāmen de?         | Ugye az övék? |

### Rokon írásjegyek
A kantoni nyelvben használatosak olyan speciális írásjegyek is, melyek valamilyen tekintetben rokonságot, közös eredetet mutatnak a köznyelvben használatos egyes írásjegyekkel. Például a kantoni nyelvben létezik az köznyelvben is használatos a 'jönni' jelentésű 来 (loi4), de emellett használják az ugyanilyen jelentéssel bíró 嚟 (lei4) alakot is.

### Helyi speciális karakterek
Néhány ma használatos kantoni írásjegynek a jelentés tekintetében keresve sem találnánk meg a köznyelvi megfelelőjét, bár az esetek nagy részében azért a klasszikus kínai nyelvben léteztek hasonló vagy épp ugyanilyen jelentésű előzményeik. Ezek zömében úgy kerültek a nyelv írásjegykészletébe, hogy egyes írók, művészek úgy emeltek át és élesztettek fel bizonyos írásjegyeket a klasszikus örökségből, hogy azok pontos jelentésével vagy nem voltak tisztában, vagy figyelmen kívül hagyták. Ilyen példának okáért a 'csinos' jelentésben használt 靚 (leng3) karakter, amelyik a sztenderd kínai köznyelvben '(tükörbe) nézni' jelentésben használatos, ám a klasszikus kínai nyelvben csakugyan rendelkezett a 'szép', 'csinos' jelentéssel is.

### Partikulák
A kantoni nyelvben használatos különleges, speciális írásjegyek egyik jelentős csoportját alkotják azok a nyelvtani segédszavak, partikulák, amelyek a kínai köznyelvben ismeretlenek.
- 咩 (me1) a mondat végén a kételkedést, hitetlenkedést fejezi ki
- 呢 (ne1) mondatvégi kérdőpartikula
- 未 (mei6) mondatvégi módosító partikula
- 嚇 (ha5) ige után állva annak kicsinységét, jelentéktelenségét jelzi
- 緊 (gan2) ige után annak folyamatosságát jelöli
- 咗 (zo2) ige után annak befejezettségét jelöli
- 埋 (maai4) ige után annak jövőidejűségét jelöli
- 譁/嘩 (wa3) indulatszó

## Szókincs
A kantoni kínai nyelvben számos olyan szót találunk, amelyek a kantoni nyelvet beszélők által használt jelentéseben egyáltalán nem ismert a kínai köznyelvben. Sok esetben olyan jelentésekről van szó, melyek a kínai nyelv jóval régebbi állapotából maradtak fenn.

### Jövevényszavak
A kantoni nyelv szókincsében megfigyelhető jellegzetesség, a köznyelvtől eltérő drasztikus különbség a jövevényszavak terén érhető tetten.
A speciális történelmi háttér miatt kínai nyelvek és nyelvjárások között a kantoni kínai nyelv rendelkezik a legtöbb jövevényszóval, amely sok esetben a köznyelvben vagy más nyelvjárásokban is ismeretlenek. A kantoni nyelv legtöbb jövevényszava az angol, a portugál és a francia nyelvből származik. A következő példák a hongkongi kantoni nyelv jövevényszavaiból származnak:
- A hongkongi kantoni nyelv angol eredetű jövevényszavai:

| Írásjegy | Jyutping         | Kantoni (IPA)       | Angol eredet | Angol kiejtés | Jelentés    |
| -------- | ---------------- | ------------------- | ------------ | ------------- | ----------- |
| 巴士     | baa1 si2         | /paː˥siː˧˥/         | bus          | /bʌs/         | busz        |
| 的士     | dik1 si2         | /tek˥siː˧˥/         | taxi         | /ˈtæksi/      | taxi        |
| 朱古力   | zyu1 gu1 lik1    | /tsyː˥kuː˥lek˥/     | chocolate    | /ˈtʃɒklɪt/    | csokoládé   |
| 三文治   | saam1 man4 zi6   | /saːm˥mɐn˨˩tsiː˨/   | sandwich     | /ˈsænwɪdʒ/    | szendvics   |
| 士多     | si6 do1          | /siː˨tɔː˥/          | store        | /stɔː/        | bolt, üzlet |
| 士多啤梨 | si6 do1 be1 lei2 | /siː˨tɔː˥pɛː˥lei˧˥/ | strawberry   | /ˈstrɔːbəri/  | földieper   |
| 啤梨     | be1 lei2         | /pɛː˥lei˧˥/         | pear         | /peər/        | körte       |
| 拜拜     | baai1 baai3      | /paːi˥paːi˧/        | bye bye      | /ˈbaɪbaɪ/     | viszlát     |
| 啤啤     | bi4 bi1          | /piː˨˩piː˥/         | baby         | /ˈbeɪbi/      | Bébi        |
| 菲林     | fei1 lam2        | /fei˥lɐm˧˥/         | film         | /fɪlm/        | film, fotó  |
| 三文魚   | saam1 man4 jyu4  | /saːm˥mɐn˨˩jyː˨˩/   | salmon       | /ˈsæmən/      | lazac       |
| 布菲     | bou6 fei1        | /pou˨fei˥/          | buffet       | /ˈbʊfeɪ/      | büfé        |

- A hongkongi kantoni nyelv néhány japán eredetű jövevényszava:

| Írásjegy                                     | Jyutping           | Kantoni (IPA)       | Japán    | Rómadzsi   | Jelentés            |
| -------------------------------------------- | ------------------ | ------------------- | -------- | ---------- | ------------------- |
| 卡拉OK                                       | kaa1 laa1 ou1 kei1 | /kʰaː˥laː˥ou˥kʰei˥/ | カラオケ | karaoke    | karaoke             |
| 老世 (gyakorta rosszul írják, 老細 formában) | lou5 sai3          | /lou˩˧sɐi˧/         | 世帶主   | setainushi | cég/vállalat főnöke |
| 奸爸爹                                       | gaan1 baa1 de1     | /kaːn˥paː˥tɛː˥/     | 頑張って | ganbatte   | éljenzés            |

- A hongkongi kantoni nyelv francia eredetű jövevényszavai:

| Írásjegy | Jyutping     | Kantoni (IPA)    | Francia | Jelentés |
| -------- | ------------ | ---------------- | ------- | -------- |
| 冷       | laang1       | /laːŋ˥/          | laine   | fonál    |
| 梳乎厘   | so1 fu4 lei4 | /sɔː˥fuː˨˩lei˨˩/ | soufflé | szuflé   |

## Átírások

### A Yale-féle átírás
Az Egyesült Államokbeli Yale Egyetemen négy nagyobb kelet-ázsiai nyelv számára dolgoztak ki latin betűs átírási rendszert. Közvetlenül a II. világháború után alkották meg a mandarin kínai átírását, míg kantoni, a japán és a koreai nyelv átírási rendszere az 1960-as, 1970-es években öltött végleges formát.
A következő táblázatokban a jyutping átírási rendszert mutatjuk be, zárójelben feltüntetve az adott hang vagy hangkapcsolat IPA jelölését is.

#### Szótagkezdők
| b [p]   | p [pʰ]   | m [m]  | f [f] |       |
| d [t]   | t [tʰ]   | n [n]  |       | l [l] |
| g [k]   | k [kʰ]   | ng [ŋ] | h [h] |       |
| gw [kw] | kw [kʰw] |        |       | w [w] |
| j [ts]  | ch [tsʰ] |        | s [s] | y [j] |

#### Szótagvégek
| a [a]  | aai [ai] | aau [au] | aam [am] | aan [an] | aang [aŋ] | aap [ap] | aat [at] | aak [ak] |
|        | ai [ɐi]  | au [ɐu]  | am [ɐm]  | an [ɐn]  | ang [ɐŋ]  | ap [ɐp]  | at [ɐt]  | ak [ɐk]  |
| e [ɛ]  | ei [ei]  |          |          |          | eng [ɛŋ]  |          |          | ek [ɛk]  |
| i [i]  |          | iu [iu]  | im [im]  | in [in]  | ing [eŋ]  | ip [ip]  | it [it]  | ik [ek]  |
| o [ɔ]  | oi [ɔy]  | ou [ou]  |          | on [ɔn]  | ong [ɔŋ]  |          | ot [ɔt]  | ok [ɔk]  |
| u [u]  | ui [uy]  |          |          | un [un]  | ung [oŋ]  |          | ut [ut]  | uk [ok]  |
| eu [œ] | eui [ɵy] |          |          | eun [ɵn] | eung [œŋ] |          | eut [ɵt] | euk [œk] |
| yu [y] |          |          |          | yun [yn] |           |          | yut [yt] |          |
|        |          |          | m [m̩]    |          | ng [ŋ̩]    |          |          |          |

#### Tónusok
A tónusok jelöléséről lásd feljebb.

### A jyutping átírás
A jyutping (vagy néha: jyutpin) az egyike a sztenderd kantoni nyelvre kidolgozott latin betűs átírási rendszereknek, melyet a Linguistic Society of Hong Kong (LSHK) szakemberei dolgoztak ki 1993-ban.
A jyutping elnevezés a kínai 粤拼 (pinjin: yueping) szóból ered, amely a 粤语拼音 (pinjin: yueyu pingyin), vagyis a „jue nyelv fonteikus ábécéje” jelentésű szó rövidített formája, kantoni nyelven.
A következő táblázatokban a jyutping átírási rendszert mutatjuk be, zárójelben feltüntetve az adott hang vagy hangkapcsolat IPA jelölését is.

#### Szótagkezdők
| b /p/ 巴   | p /pʰ/ 怕   | m /m/ 媽  | f /f/ 花 |          |
| d /t/ 打   | t /tʰ/ 他   | n /n/ 那  |          | l /l/ 啦 |
| g /k/ 家   | k /kʰ/ 卡   | ng /ŋ/ 牙 | h /h/ 蝦 |          |
| gw /kʷ/ 瓜 | kw /kʷʰ/ 誇 |           |          | w /w/ 蛙 |
| z /ts/ 渣  | c /tsʰ/ 叉  |           | s /s/ 沙 | j /j/ 也 |

#### Szótagvégek
| aa /aː/ 沙 | aai /aːi/ 徙 | aau /aːu/ 梢 | aam /aːm/ 三 | aan /aːn/ 山 | aang /aːŋ/ 坑 | aap /aːp/ 圾 | aat /aːt/ 剎 | aak /aːk/ 客 |
|            | ai /ɐi/ 西   | au /ɐu/ 收   | am /ɐm/ 心   | an /ɐn/ 新   | ang /ɐŋ/ 笙   | ap /ɐp/ 濕   | at /ɐt/ 失   | ak /ɐk/ 塞   |
| e /ɛː/ 些  | ei /ei/ 四   | eu /ɛːu/ 掉  | em /ɛːm/ 舐  |              | eng /ɛːŋ/ 鄭  | ep /ɛːp/ 夾  |              | ek /ɛːk/ 石  |
| i /iː/ 詩  |              | iu /iːu/ 消  | im /iːm/ 閃  | in /iːn/ 先  | ing /eŋ/ 星   | ip /iːp/ 攝  | it /iːt/ 洩  | ik /ek/ 識   |
| o /ɔː/ 疏  | oi /ɔːy/ 開  | ou /ou/ 蘇   |              | on /ɔːn/ 看  | ong /ɔːŋ/ 桑  |              | ot /ɔːt/ 喝  | ok /ɔːk/ 索  |
| u /uː/ 夫  | ui /uːy/ 灰  |              |              | un /uːn/ 寬  | ung /oŋ/ 鬆   |              | ut /uːt/ 闊  | uk /ok/ 叔   |
| oe /œː/ 鋸 | eoi /ɵy/ 需  |              |              | eon /ɵn/ 詢  | oeng /œːŋ/ 商 |              | eot /ɵt/ 摔  | oek /œːk/ 削 |
| yu /yː/ 書 |              |              |              | yun /yːn/ 孫 |               |              | yut /yːt/ 雪 |              |
|            |              |              | m /m̩/ 唔     |              | ng /ŋ̩/ 吳     |              |              |              |

#### Tónusok
A tónusok jelöléséről lásd feljebb.

## Kantoni nyelvű műveltség

### Opera

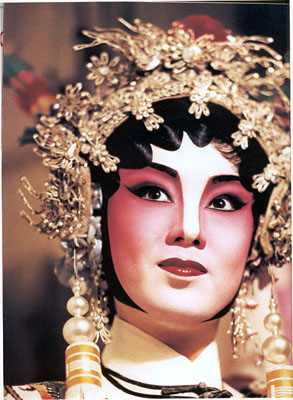
A női hadvezér karaktere

A kantoni opera (kínai: 粵劇; pinjin: yuè jù; jyutping: jyut6 kek6; magyar népszerű: jüe csü) a kínai színjátszás, opera műfajának déli, igen jelentős változata. Legnagyobb népszerűségnek Guangdong és Kuanghszi-Csuang Autonóm Terület tartományban, Hongkongban, Makaón, Szingapúrban és Malajziában örvend. Eredete bizonytalan, ám feltehetően észak-kínai hatásra alakulhatott ki a 12-13. század környékén. Önálló operaváltozatként a Yuan-dinasztia idején alakult ki, amikor a mongol hódítás elől az uralkodói udvarral együtt több százezer kínai, köztük művészek is Guangdong tartományba menekültek és telepedtek le. Ekkoriból már ismertek itt íródott darabok is. A kantoni operára jellemző az északitól eltérő zenés kíséret, a különleges karakterek szerepeltetése, kevésbé kötött felvonásszám, és megszólalási, éneklési rend, valamint az akrobatikus elemekben gazdag előadásmód. Az egyik legkülönlegesebb és legjellegzetesebb karaktere a női hadvezér, mely más kínai operákban nem szerepel. Egészen a 20. századig a női szerepeket is férfi színészek alakították. Jelenleg az előadások nyelve a sztenderd kantoni.

### Filmművészet
A kantoni nyelvű filmgyártás Hongkongban vette kezdetét a 20. század első évtizedeiben. Az első igazi hongkongi filmnek a Zhuangzi próbára teszi a feleségét (kínai: 莊子試妻; pinjin: Zhuangzi shi qi, magyaros: Csuang-ce si csi) című, 1913-ban forgatott filmet tartják, melynek rendezője Lai Man-Wai (Li Min-vej (Li Minwei)) volt.
Később is Hongkong számított a kantoni nyelvű filmgyártás fellegvárának. Az északi nyelvű filmek igazi riválisainak az 1960-as években alakult két hongkongi filmstúdió, a Shaw Brothers Studio és a Motion Picture and General Investments Limited (MP&GI, később: Cathay) alkotásai bizonyultak. 1970-ben a Shaw Brothers két vezető szakembere, Raymond Chow és Leonard Ho megalapították saját filmstúdiójukat Golden Harvest néven. Az 1970-es évekre tehető, hogy Hongkongban megjelent az úgynevezett eastern akciófilm műfaja, melyek a westernek keleti megfelelője. Jellemzően alacsony költségvetéssel készültek, akár néhány hónap alatt.
Az 1990-es években megnőtt a hongkongi filmek iránti kereslet. Ekkorra a hollywoodi színvonalon gyártott kantoni nyelvű mozifilmek kiléptek az ázsiai keretekből, és rendre nemzetközi sikereket is elértek. A teljesség igénye nélkül néhány színész, rendező, akik a hongkongi filmiparból indulva váltak nemzetközi sztárokká: Jackie Chan, Sammo Hung, Yuen Biao, Jet Li, John Woo, Yuen Woo-ping és Tsui Hark.

### Könnyűzene

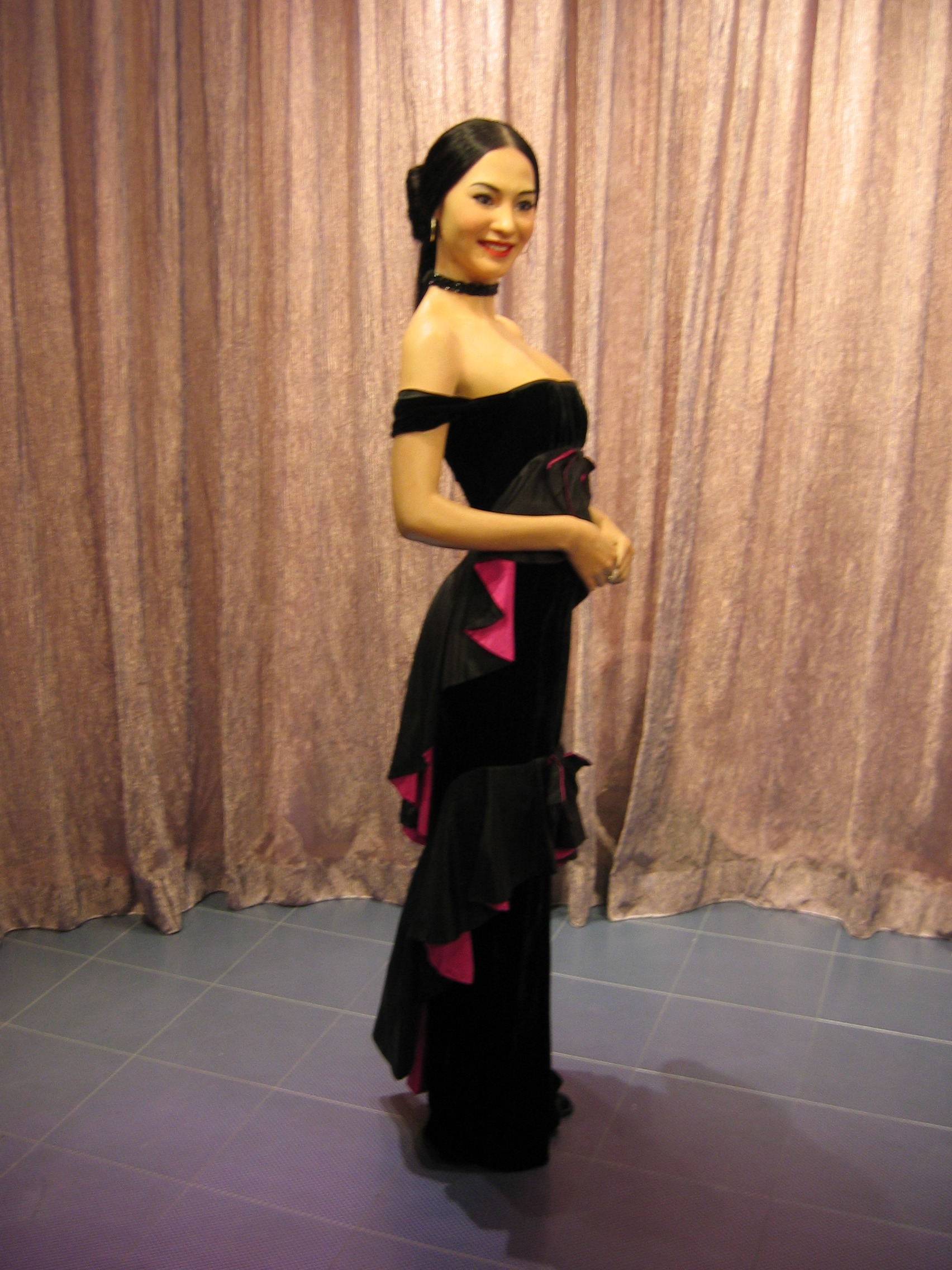
Az egyik leghíresebb, hongkongi származású kantopop sztár Cecilia Cheung viaszszobra a Madame Tussauds Múzeumban

A kínai könnyűzene jelentős és igen népszerű előadói hongkongi, illetve kantoni származásúak. Mindkét városban egyaránt jelen van a pop és rock, sőt már a kantoni nyelven íródott és előadott műfajok már önálló megnevezést is kaptak: kantopop, illetve kantorock néven szokás hivatkozni rájuk, de utalva a két központra ismert a HK-pop és HK-rock elnevezés is. Az elmúlt néhány évben már jó néhány, eredetileg mandopopénekes is elkészítette saját dalai, albumai kantoni nyelvű változatát, hogy minél szélesebb körben válhassanak ismertté.
Néhány kantopopot játszó rádióállomás:
| Állomás                  | Város       | Frekvencia                                                                     |
| ------------------------ | ----------- | ------------------------------------------------------------------------------ |
| CRHK Radio 2             | Hongkong    | 90.3 FM                                                                        |
| RTHK Radio 2             | Hongkong    | 94.8 FM, 95.3 FM, 95.6 FM, 96.0 FM, 96.3 FM, 96.4 FM, 96.9 FM és az interneten |
| Chinese Radio New York   | New York    | 1480AM                                                                         |
| KMRB                     | Los Angeles | 1430 AM                                                                        |
| CHMB                     | Vancouver   | 1320 AM                                                                        |
| Fairchild Radio          | Vancouver   | 1470 AM, 96.1 FM                                                               |
| Fairchild Radio          | Toronto     | 1430 AM, 88.9 FM                                                               |
| Fairchild Radio          | Calgary     | 94.7 FM                                                                        |
| Music FM Radio Guangdong | Guangdong   | 93.9 FM, 99.3 FM és az interneten                                              |
| SYN FM                   | Melbourne   | 90.7 FM                                                                        |

## Kantoni anyanyelvű hírességek
- Bruce Lee, harcművész, filmszínész, rendező
- Charles Kuen Kao, fizikus, a „száloptika atyja”, fizikai Nobel-díjas (2009-ben, megosztva)
- Chow Yun-fat, filmszínész
- Donald Tsang, politikus, a hongkongi kormány tagja
- Edison Chen, kanto- és mandopop énekes, színész
- Edmund Ho, makaói származású politikus
- Jackie Chan, harcművész, filmszínész, rendező, producer
- Csin Jong (Jin Yong), író, újságíró. A hongkongi Ming Pao napilap alapítója (1959) és első főszerkesztője
- John Woo, filmrendező
- Kai Ho, hongkongi ügyvéd, orvos, esszéíró. Szun Jat-szen tanára, a hongkongi Kai Tak repülőtér ötletének megálmodója
- Lai Man-Wai, filmrendező, a hongkongi filmgyártás megalapítója
- Leslie Cheung, filmszínész, zenész
- Loke Yew, üzletember, mecénás, a Kuala Lumpur-i Victoria Institution egyik alapítója
- Runme Shaw és Run Run Shaw, a Shaw Brothers Studio filmgyár alapítói
- Szun Jat-szen, kínai forradalmár, köztársaságpárti politikus, a „Kínai Köztársaság atyja”
- Wong Fei-hung, harcművész, hagyományos kínai orvos, akupunktőr
- Yip Man, harcművész, harcművészeti oktató, Bruce Lee mestere